# Довжанка (Тернопільський район)
Довжа́нка — село в Україні, у Підгороднянській сільській громаді Тернопільського району Тернопільської області. Адміністративний центр колишньої Довжанської сільської ради (до 2018 року).
Поблизу Довжанки були хутори Анастасівка й Анелівка, виключені з облікових даних у зв'язку з переселенням жителів. Село розташоване на берегах р. Довжанка, за 10 км від Тернополя.
Населення — 1019 осіб (за даними 2007 року).

## Історія
Поблизу села виявлено римські монети 2 століття та археологічні пам'ятки давньоруської культури.
Перша писемна згадка — 1473 року. Належало тоді до Теребовельського повіту Галицької землі. На карті 1-го австрійського знімання 1780-х рр. — Dolczanka.
До війни діяли сільський осередок «Просвіти» та кооператива.
12 червня 2020 року, відповідно до розпорядження Кабінету Міністрів України № 724-р «Про визначення адміністративних центрів та затвердження територій територіальних громад Тернопільської області», увійшло до складу Підгороднянської сільської громади.
19 липня 2020 року, в результаті адміністративно-територіальної реформи та ліквідації Тернопільського району, село увійшло до складу новоутвореного Тернопільського району.

## Населення
Згідно з переписом УРСР 1989 року чисельність наявного населення села становила 1000 осіб, з яких 445 чоловіків та 555 жінок.
За переписом населення України 2001 року в селі мешкало 1019 осіб.

### Мова
Розподіл населення за рідною мовою за даними перепису 2001 року:
| Мова       | Кількість | Відсоток |
| ---------- | --------- | -------- |
| українська | 1018      | 99.9 %   |
| російська  | 1         | 0.1 %    |
| Усього     | 1019      | 100 %    |

## Пам'ятки
Є церква святого апостола Івана Богослова (1795; кам., реставр. 1996).
Споруджено пам'ятник воїнам-односельцям, полеглим у Другій світовій війні (1973), насипано могилу УСС (1992).

## Соціальна сфера
Діють ЗОШ 1-3 ступ., клуб, бібліотека, ФАП, млин, 3 торговельні заклади, ПАП «Перемога» та селянсько-фермерське господарство.

## Відомі люди
- Дзюбатий Себастьян — селянин, посол до Галицького сейму 2-го скликання[7]

### Народилися
- Окуневська-Морачевська Софія — перша жінка-лікар в Австро-Угорщині, українська громадська діячка,
- сотник УГА, редактор, громадський діяч Василь Бачинський,[8]
- ботанік, природознавець М. І. Мельник,
- диригент, отець Д. В. Садовський,
- М. Дзюбатий — один праведників народів світу[9]

### Поховані
- Леонід Міллер (1947—2017) — композитор, диригент, аранжувальник, педагог, громадський діяч.

### Парохи
- о. Дмитро Лучаківський — батько бургомістра Тернополя Лучаківського Володимира[10].
- о. Петро Білинський — парох у 1886—1896 роках;
- о. Остап Нижанківський — композитор, дириґент, громадський діяч був адміністратором парафії у 1896—1897 роках.[11]

## Галерея

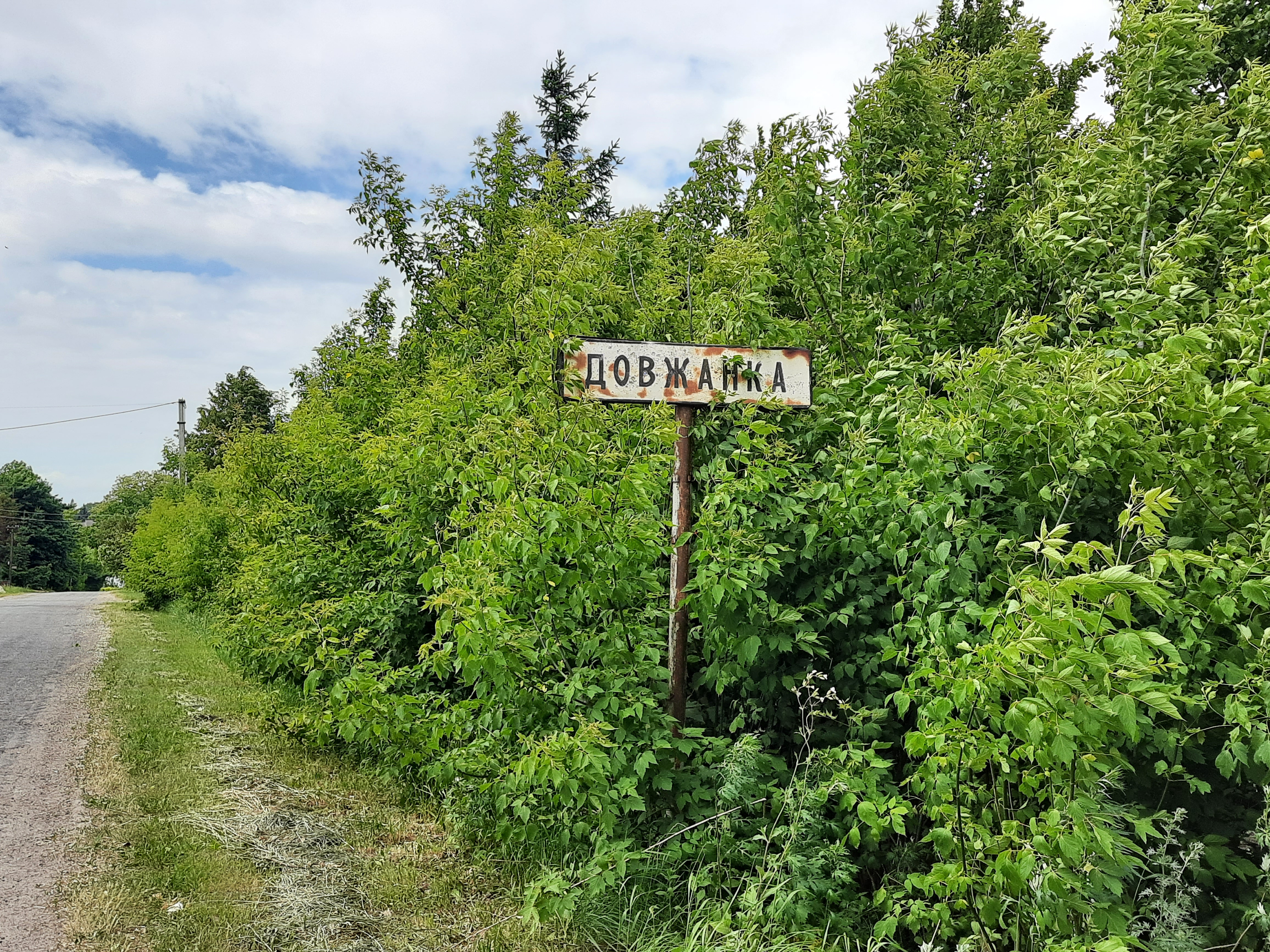
Дорожній знак при в'їзді в село
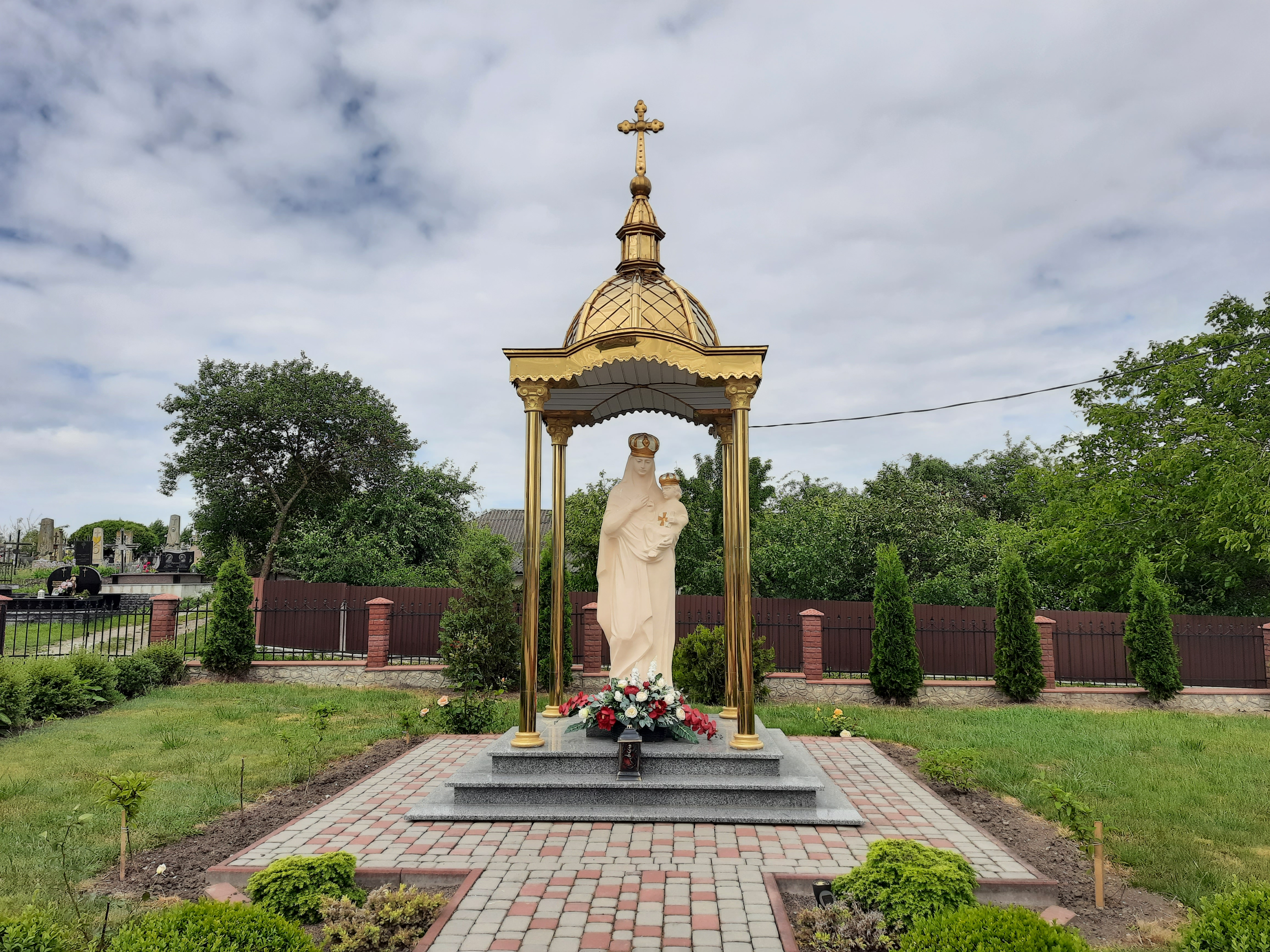
Статуя Божої Матері
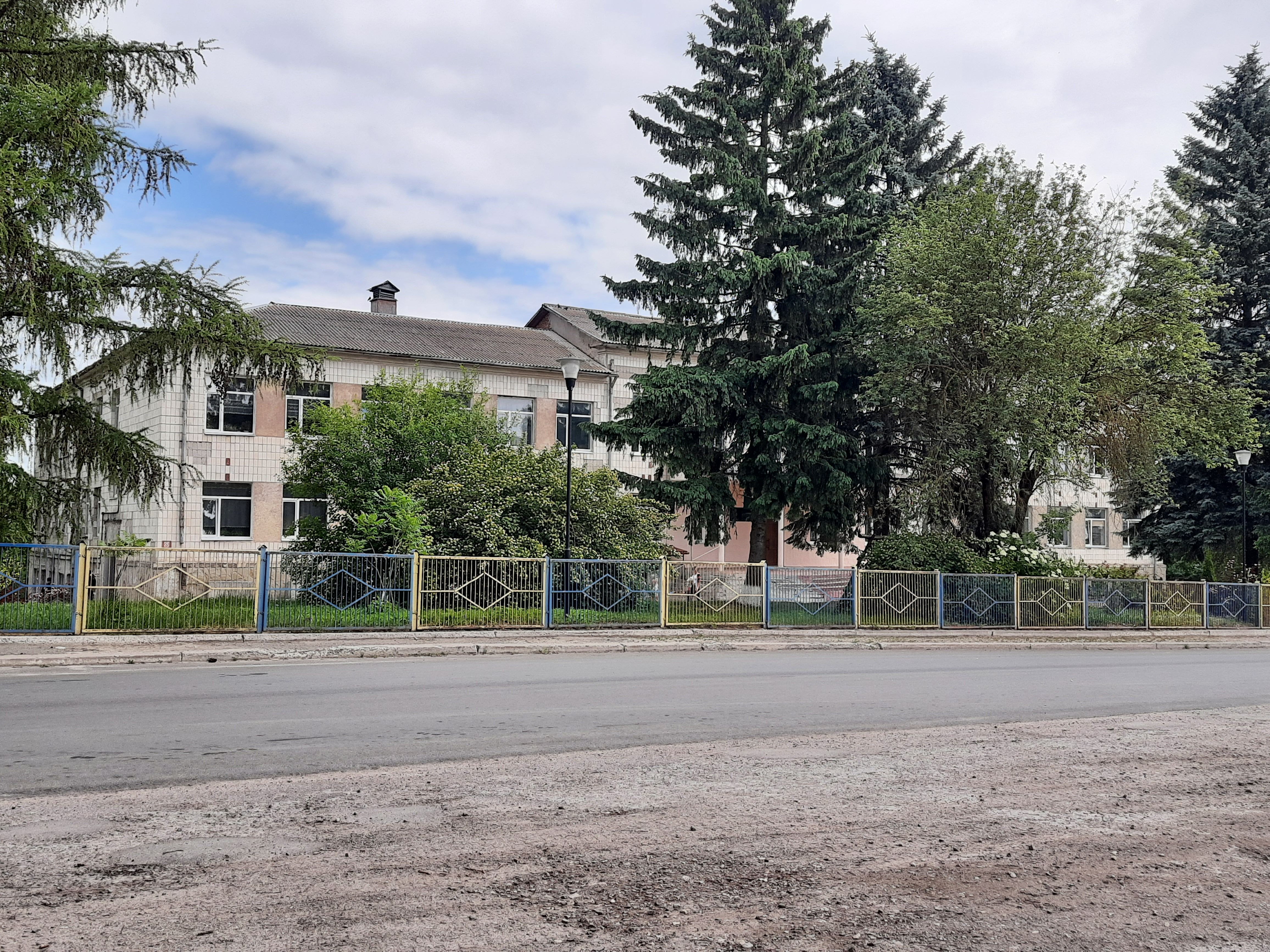
Школа
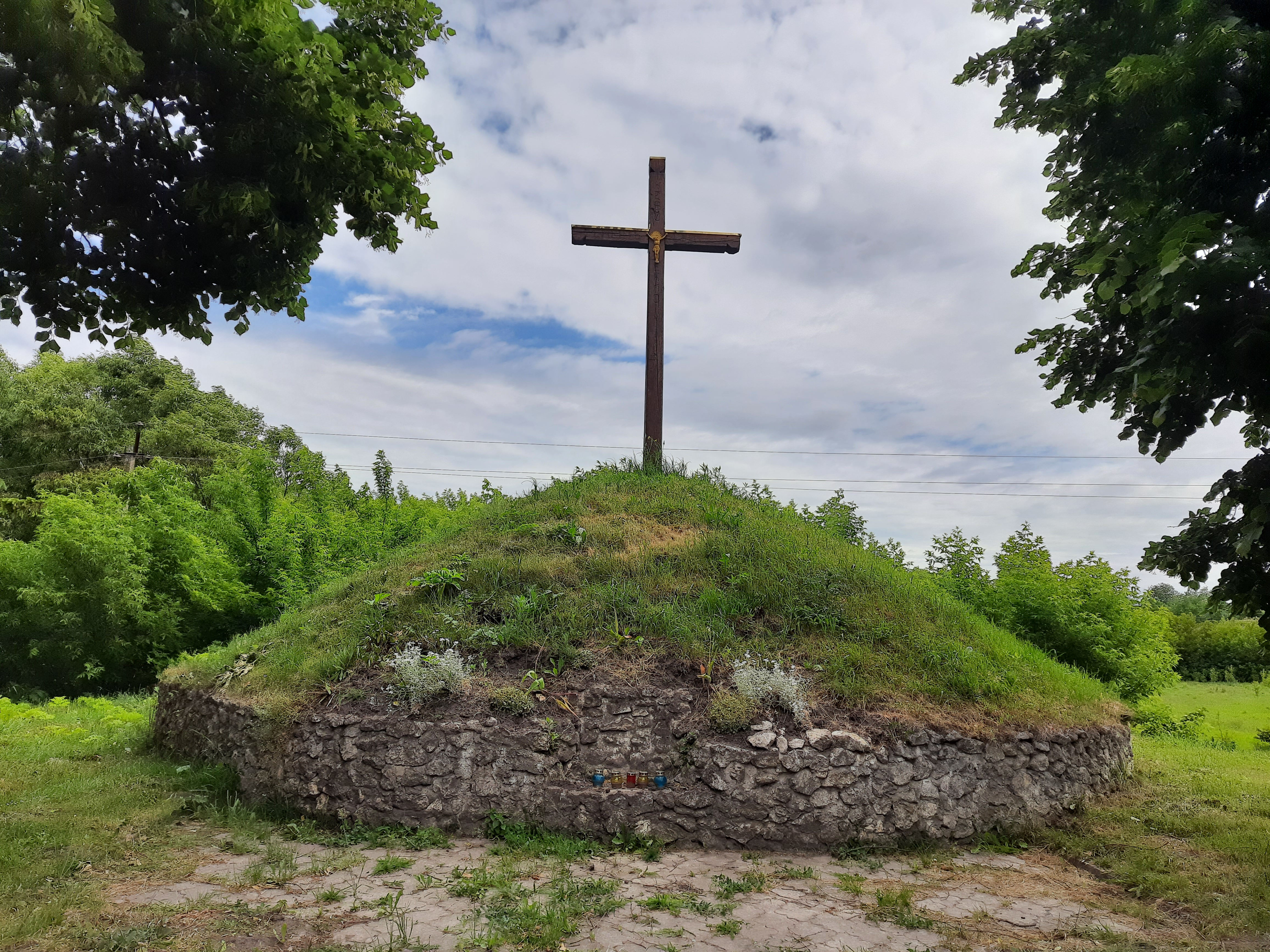
Символічна могила Борцям за волю України
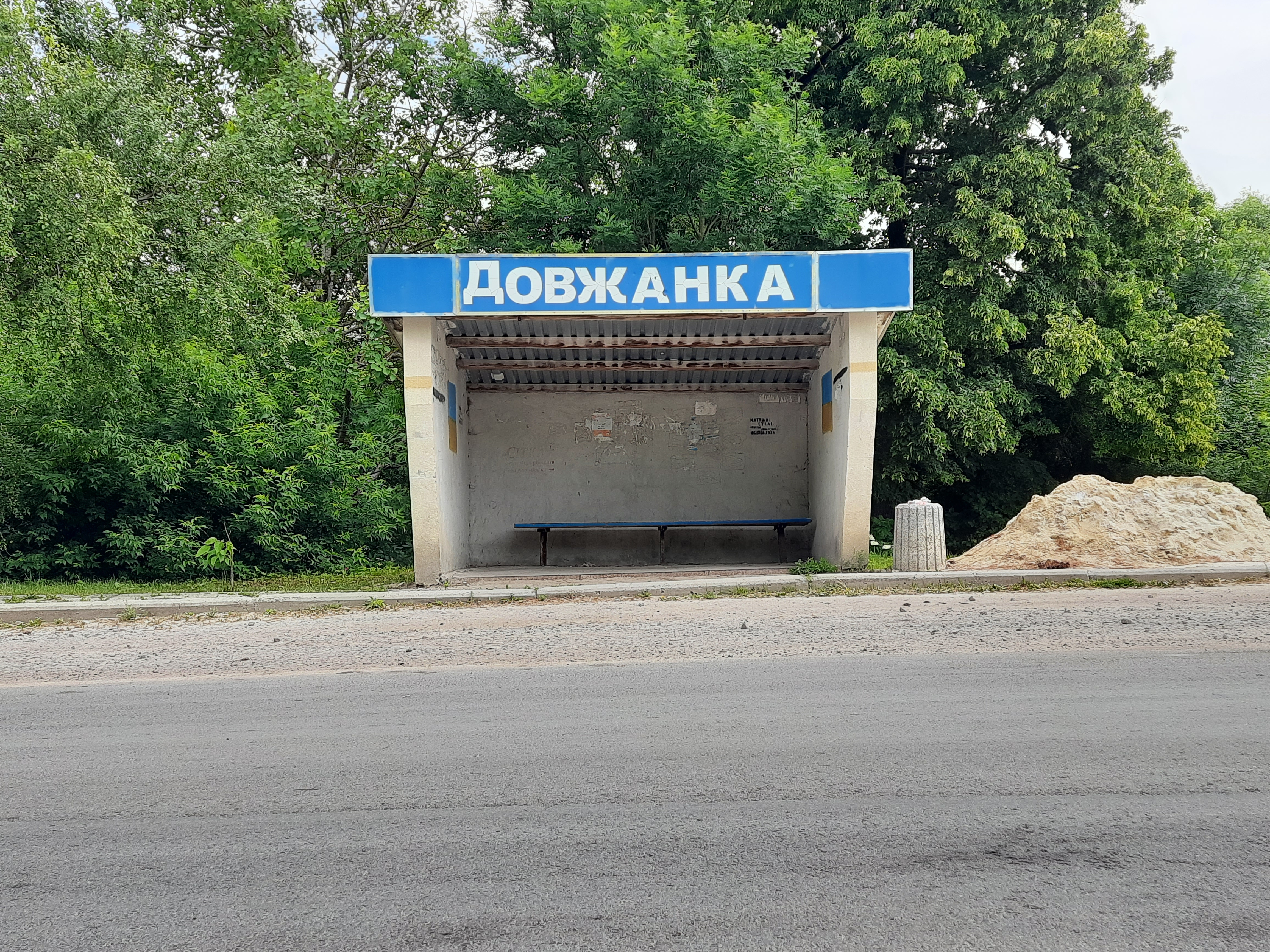
Автобусна зупинка